# Orthospila
Orthospila là một chi bướm đêm thuộc họ Crambidae.

## Các loài
- Orthospila orissusalis (Walker, 1859)
- Orthospila plutusalis (Walker, 1859)